# Cessna Aircraft Company
Cessna Aircraft Company, flygplansfabrik i Wichita, Kansas, USA, grundad 1927 av flygpionjären Clyde V. Cessna. Bolaget startade som ett partnerskap mellan Clyde V. Cessna och Victor H. Roos den 7 september 1927 och fick först namnet Cessna-Roos Aircraft Company innan den amerikanska staten godkände ett namnbyte till enbart Cessna Aircraft Company den 22 december samma år.
Tillverkningen har varierat från tvåsitsiga eller fyrsitsiga privatplan till jetdrivna affärsflygplan. Företaget köptes 1985 av storföretaget General Dynamics, som genast lade ner tillverkningen av små kolvmotordrivna flygplan. 
1992 köptes i sin tur Cessna Aircraft av Textron Inc., som snabbt återupptog produktionen av små lätta flygplan för både civilt och militärt bruk. 
Avdelningen Single engine piston aircraft hos Cessna Aircraft Company presenterade officiellt i juli 2007 sitt första flygplan i den nya USA-klassen Light Sport Aircraft (LSA), Cessna 162 SkyCatcher. En prototyp flög första gången i oktober 2006. Flygplanet riktar sig till enskilda personer, flygklubbar och flygskolor. SkyCatcher är tvåsitsigt, högvingat och drivs av en motor på 100 hk och påminner mycket om den tidigare modellen Cessna 150. Däremot har i stor utsträckning ny teknik införts. Bildskärmar har således ersatt de traditionella flyginstrumenten. Detta kallas för glascockpit. Styrspakar har ersatt de i Cessna-flygplan traditionella rattarna. Priset beräknades bli cirka 110 000 US-dollar. Tillverkningen lades ned redan i januari 2014; inte mer än 192 exemplar såldes.

## Modeller
- Cessna 120
- Cessna 140
- Cessna 150
- Cessna 152
- Cessna 162 Skycatcher
- Cessna 165 Airmaster
- Cessna 170
- Cessna 172 Skyhawk
- Cessna 175 Skylark
- Cessna 177 Cardinal
- Cessna 180 Skywagon
- Cessna 182 Skylane
- Cessna 185 Skywagon
- Cessna 187
- Cessna 188 Agwagon
- Cessna 190
- Cessna 195
- Cessna 205 Super Skywagon
- Cessna 206 Stationair
- Cessna 207
- Cessna 208 Caravan
- Cessna 210 Centurion
- Cessna 303 Crusader
- Cessna 305 Bird Dog
- Cessna 308
- Cessna 309
- Cessna 310
- Cessna 318
- Cessna 320 Skyknight
- Cessna 321
- Cessna 325
- Cessna 327 Baby Skymaster
- Cessna 330
- Cessna 335
- Cessna 336 Skymaster
- Cessna 337 Super Skymaster
- Cessna 340
- Cessna 350 Corvails
- Cessna 400 Corvails TT
- Cessna 401
- Cessna 402
- Cessna 404 Titan II
- Cessna 406 Caravan II (Reims Aviation)
- Cessna 411
- Cessna 414 Chancellor
- Cessna 421 Golden Eagle
- Cessna 425 Corsair, Conquest I
- Cessna 441 Conquest II
- Cessna Citation
- Cessna T-37 Tweet